# تاكاهاغي (إيباراكي)
تاكاهاغي (باليابانية: 高萩市 تاكاغي-شي) هي مدينة تقع في محافظة إيباراكي، اليابان. تأسست المدينة في 23 نوفمبر 1954.

## أعلام
- ماساشي ووادا

## وصلات خارجية
- موقع بلدية تاكاهاغي